# مجدي عطوة
مجدي عطوة لاعب كرة قدم مصري، ويلعب حاليًا لنادي السكة الحديد في مركز الجناح الأيسر، وقد سبق له اللعب لأندية إنبي والزمالك والترسانة والمصرية للاتصالات والشرقية للدخان ومصر للتأمين والإنتاج الحربي. وشارك مع نادي الزمالك في بطولة كأس الاتحاد العربي في 6 مباريات لم يسجل خلالها أهداف.

## انضمامه للزمالك
يعتبر من اللاعبين الذين أثاروا ضجة كبيرة عندما انتقل إلى الزمالك قادمًا من إنبي، بالرغم من أنه لم يكن أساسيًّا هناك، تحت قيادة الراحل طه بصري، ولكنه ظهر بمستوى جيد بعد خوضه أكثر من مباراة مع الزمالك، وهو ما جعل البعض يطلق عليه «خليفة بركات»، كما تلقى عرضًا من فياريال الإسباني، وشارك مع الزمالك في 40 مباراة: 30 مباراة في الدوري، و4 مباريات في كأس مصر، و6 مباريات في كأس الاتحاد العربي، سجل خلالها أربعة أهداف كانت جميعها في الدوري الممتاز. وبعد بزوغ نجمه في الزمالك لفترة ليست بالطويلة، تراجع مستواه وبدأ يرافق دكة الاحتياطي حتى رحل عن القلعة البيضاء، وانتقل إلى صفوف السكة الحديد ولم يعد لأدائه الجيد ومهاراته، حتى تعاقد مسئولو إدارة نادي الشرقية للدخان معه في صفقة انتقال حر بعد انتهاء عقده مع السكة الحديد.

## روابط خارجية
- Magdy Atwa